# Jaworowski Park Narodowy
Jaworowski Park Narodowy (ukr. Яворівський національний природний парк, „Jaworowski Narodowy Park Przyrodniczy”) – park narodowy w zachodniej Ukrainie, położony na Roztoczu Janowskim, głównie w dorzeczu Wereszycy. Park został utworzony 4 lipca 1998 roku i obejmuje 7078,6 ha. Szata roślinna składa się z około 700 gatunków roślin naczyniowych, z czego 40 wpisanych jest do Czerwonej księgi Ukrainy. Na terenie parku występuje m.in. wąż Eskulapa.
Ukształtowanie terenu wyżynne z najwyższym wzniesieniem – Buława 397 m n.p.m.